# Pidhirne, Prîmorsk
Pidhirne (în ucraineană Підгірне) este un sat în comuna Ielîzavetivka din raionul Prîmorsk, regiunea Zaporijjea, Ucraina.

## Demografie
Componența lingvistică a localității Pidhirne
     Ucraineană (88,28%)
     Rusă (11,72%)
Conform recensământului din 2001, majoritatea populației localității Pidhirne era vorbitoare de ucraineană (88,28%), existând în minoritate și vorbitori de rusă (11,72%).